# Oliver! (musical)
Oliver! è un musical britannico del 1960 con musiche e libretto di Lionel Bart e tratto dal celebre romanzo di Charles Dickens Oliver Twist.
Lo spettacolo ha avuto una trasposizione cinematografica nel 1968, con Ron Moody, Mark Lester e Jack Wild.
Il musical ha debuttato nel 1963 anche a Broadway, ottenendo un grande successo.

## Trama

### Primo atto
In un orfanotrofio i poveri orfani sono costretti a lavorare duramente per i direttori dell'ospizio. I bambini sono sempre affamati a causa delle minuscole razioni di farinata che hanno come unico alimento, e fantasticano di poter mangiare un giorno cibi più buoni (Food Glorious Food). Tra questi bambini c'è anche il piccolo Oliver (Mark Lester) un orfanello di nove anni che un giorno trova il coraggio di chiedere al signor Bumble(Harry Secombe)il custode, un altro po' di farinata. Bumble e la vedova Corney sono indignati dal comportamento del bambino e, chiesto il suo nome agli altri bambini, decidono di punirlo molto severamente (Oliver!). Quando gli altri orfani tornano al proprio lavoro, Bumble fa delle avances alla vedova Corney che finge di resistergli (I Shall Scream!),  per poi cedere e baciare il collerico guardiano. Il mattino successivo, Bumble porta Oliver via dall'orfanotrofio per venderlo al miglior offerente come apprendista (Boy for Sale). Il ragazzo viene preso in prova dai coniugi Sowerberry, malvagi impresari di pompe funebri (That's Your Funeral). Oliver viene mandato a dormire nel seminterrato insieme alle bare, nonostante il bambino sia palesemente spaventato (Where Is Love?).
Il mattino successivo il bullo Noah Claypole(Jenner Khraman)che supervisiona il lavoro di Oliver, insulta pesantemente la defunta madre del bambino, scatenando la collera di quest'ultimo, che si avventa su Noah. La signora Sowerberry(Hylda Baker)e la figlia Charlotte(Elizabeth Knigh)isteriche, mandano a chiamare Bumble, ma solo dopo aver chiuso Oliver in una bara. Nella confusione che segue all'arrivo di Bumble, Oliver riesce a fuggire dal negozio ed abbandona il paese in cerca di fortuna. Dopo circa una settimana dall'inizio della sua fuga, Oliver arriva a Londra e incontra un suo coetaneo, Dodger(Jack Wild) il Malandrino, uno strano ragazzo con un lungo cappotto ed un grande cappello. Dodger è un borseggiatore ed invita Oliver ad unirsi a lui e vivere insieme ad altri ragazzi nel covo di Fagin(Ron Moody)  (Consider Yourself). Oliver fa conoscenza di Fagin, un anziano e simpatico ladro che insegna ad un gruppo di ragazzi come diventare abili ladri. Oliver, però, non capisce che Fagin sia un borseggiatore e vedendo molti fazzoletti rubati appesi alle pareti, scambia il covo per una lavanderia. Il bambino assiste ad un'esercitazione degli altri bambini che, guidati da Fagin, devono riuscire a sottrarre al vecchio ebreo vari oggetti senza che lui se ne accorga (You've Got to Pick a Pocket or Two).
Il giorno successivo Oliver incontra Kristel(Shani Wallis) una giovane prostituta innamorata del malvagio Jordan Stuart(Oliver Reed)uno spregevole e violento bullo che la picchia e abusa continuamente di lei. Kristel prova subito una grande simpatia per il bambino e comincia a sentire in sé una sorta di affetto materno. Insieme a Kristel c'è anche Diana sua sorella minore in alcune versioni  Diana è la migliore amica di Kristel, non la sorella Diana e Kristel insieme con i ragazzi di Fagin, cantano il loro amore per la vita che conducono, incuranti dei pericoli che corrono (It's a Fine Life). Dodger poi finge di essere un ricco signore che flirta apertamente con Kristel , mentre Diana, Fagin e i ragazzi mettono in scena una vera parodia della società vittoria (I'd Do Anything). Dopo che Kristel e Diana se ne sono andate, Fagin manda i suoi ragazzi e Oliver con loro a taccheggiare per le vie di Londra (Be Back Soon), ma il bambino non ha ancora capito le vere intenzioni dei compagni. Dodger e Charley Bates(,Fred Emney) un altro ragazzo di Fagin, prendono Oliver con loro per fargli vedere il lavoro, ma quando i due rubano il fazzoletto di Mr. Brownlow,(Joseph O'Conor) questi fuggono subito, incuranti della sorte di Oliver, catturato dai soldati (The Robbery).

### Secondo atto
In una taverna malfamata, Kristel  è invitata a cantare la celebre ballata Oom Pah Pah, ma viene bruscamente interrotta dall'arrivo del brutale criminale Jordan Stuart (My Name), di cui Kristel è perdutamente innamorata. Dodger decide di dire a Fagin della cattura di Oliver. Fagin, preoccupandosi che il ragazzo possa comprometterli, decide di farlo rapire da Jordan dopo aver scoperto che Oliver soggiorna presso Mr. Brownlow, l'uomo a cui Dodger e Charley avevano rubato il fazzoletto. Kristel , che prova pietà per Oliver, si rifiuta di collaborare ma viene costretta all'obbedienza dal violento Jordan Nonostante le percosse, Kristel ama Jordan e crede che lui la ricambi (As Long as He Needs Me).
Il mattino successivamente, Oliver, nella casa a Bloomsbury di Mr. Brownlow, viene svegliato dolcemente dalla domestica, la signora Bedwin (Where Is Love? [Reprise]), mentre Mr. Brownlow ed il Dr. Grimwig(Wensley Phiting)discutono sulle condizioni di Oliver, ed entrambi decidono di mandare Oliver fuori a prendere una boccata d'aria. Brownlow approfitta della situazione per mandare Oliver a restituire dei libri in biblioteca. Dalla sua finestra, Oliver vede le strade di Londra prendere vita insieme all'arrivo dei venditori ambulanti (Who Will Buy?). Appena esce di casa, però, il bambino viene rapito da Kristel e Jordan.I due riportano Oliver al covo di Fagin, dopo Kristel  salva il bambino dalle cinghiate di Jordan che lo voleva picchiare per aver tentato la fuga. Kristel reagisce con rabbia alle minacce di Jordan e urla la sua frustrazione per la vita di miseria e prostituzione che conduce, ma l'uomo ribadisce che per quanto fosse misera la loro vita è sempre meglio della morte. Fagin tenta di agire da intermediario (It's a Fine Life [Reprise]). Quando Kristel e Jordan lasciano il covo ,Fagin riflette ironicamente sulla sua vita e decide di restare per sempre un ladro in quanto questa sia la strada più semplice e redditizia(Reviewing the situation)
Intanto all'orfanotrofio Mr. Bumble e la vedova Corney, ora infelicemente sposati, assistono la vecchia Sally, ormai morente, che consegna loro un medaglione d'oro appartenuto ad Agnes, la madre di Oliver morta di parto, evidentemente appartenuta ad una famiglia ricca ed importante. Pentitasi di aver rubato il monile, Sally lo consegna alla vedova Corney. I coniugi Bumble decidono di partire per Londra per parlare con Mr. Brownlow, disposto a pagare per avere informazioni sullo scomparso Oliver Twist (Oliver! [Reprise]). L'uomo però, sentito il loro racconto, li butta fuori casa, rimproverandoli per la loro condotta. Grazie al medaglione, Brownlow scopre che Oliver è il figlio della sua amatissima nipote Agnes, fuggita di casa dopo essere stata messa incinta da un ragazzo che, scoperta la sua gravidanza, l'aveva lasciata.
Kristel teme per la sorte di Oliver e promette a Lord Bronlow di riportarlo quella notte al Ponte di Londra, Bronlow dice di fare il nome del rapitore per poterlo condannare ma Kristel innamorata di Jordan rifiuta(As long as he nerds me(reprise)) vuole riportarlo al Ponte di Londra se l'uomo viene da solo e senza soldati,Jordan ha paura di Kristel la segue di nascosto con Oliver fino al Ponte di Londra, lì Jordan pensando volesse venderlo al soldato tramortisce Oliver e affronta Kristel e la uccide violentemente tagliandola a morte poi prende Oliver per mano e scappa al covo di Fagin per rubargli una somma e scappare in Francia. Bronlow visto il cadavere senza vita di Kristel e manda i soldati arrabbiati a seguire la tigre di Jordan Radjeye , Fagin e i ragazzi per paura di essere condannati lasciano il covo mentre Jordan viene trovato sul ponte del porto mentre minaccia di uccidere Oliver se qualcuno lo avesse minacciato ,un soldato punta la pistola a Jordan e lo spara uccidendolo e ridando Oliver a Bronlow (London Bridge (reprise)) Ma i soldati assetati di vendetta si spargono per la città per uccidere Fagin e la sua banda di ragazzi ma si dileguano e Fagin e Dodger escono allo scoperto e fuggono salvandosi e dichiarano di restare per sempre ladri scappando in Francia.Oliver viene riportato da Bronlow a vivere con lui a Bloomsbury

## Personaggi principali
- Oliver Twist, orfanello di dieci anni
- Fagin: Uomo di circa 70 anni che non cura la sua persona e si dimostra un vecchio ebreo tirchio e taccagno che porta Oliver nel giro del furto. Viene alla fine impiccato. Descritto come un uomo rugoso dai capelli rossastri. Rappresenta un po' lo stereotipo dell'ebreo taccagno.
- Nancy: amante di Bill Sikes che si dimostra affettuosa con Oliver prendendone le parti durante una lite. Viene uccisa da Sikes in un momento d'ira per aver smascherato gli stessi compagni di banda.
- Sig. Brownlow: vecchio signore dell'alta società che ospita Oliver per qualche giorno a casa propria quando era malato. Si dimostra gentile e premuroso nei confronti di Twist e lo aiuta a smascherare i suoi nemici ladri.
- Bill Sikes: socio di Fagin è un ladro dalle dure maniere. È sanguinario e ubriacone. Morirà nel tentativo di fuggire.
- Sig. Bumble: tipo grasso e collerico, mazziere utilizza metodi molto duri con i ragazzi indisciplinati.
- Jack Dawkins/Dodger: ragazzo avente il naso schiacciato e la fronte piatta. Indossa abiti da uomo molto lunghi e larghi e un cappello posto in testa. Fa conoscere ad Oliver Fagin ed è soprannominato dagli amici "Volpone" o "Furbastro" (in inglese “Dodger”).
- Sig. Sowerberry: primo padrone di Oliver. Costruttore di bare ha un'ottima opinione di Oliver a differenza della moglie che lo costringerà a picchiare Oliver, scaturendo così la sua fuga da casa.

## Numeri musicali

### Primo Atto
1. Prologue/Overture - Orchestra
2. Food, Glorious Food - Orphans
3. Oliver! - Mr. Bumble and Widow Corney
4. Widow Corney's Parlour - Orchestra, Mr. Bumble and Widow Corney
5. I Shall Scream - Mrs. Corney and Mr. Bumble
6. Boy for Sale - Mr. Bumble
7. That's Your Funeral - Mr. Sowerberry, Mrs. Sowerberry, and Mr. Bumble
8. Coffin Music - Orchestra
9. Where Is Love? - Oliver
10. Oliver's Escape - Orchestra
11. Consider Yourself - The Artful Dodger, Oliver, and Chorus
12. You've Got to Pick a Pocket or Two - Fagin and Fagin's Gang
13. Rum Tum Tum - Fagin
14. It's a Fine Life - Nancy, Bet, and Fagin's Gang
15. I'd Do Anything - The Artful Dodger, Nancy, Oliver, Bet, Fagin, and Fagin's Gang
16. Be Back Soon - Fagin, The Artful Dodger, Oliver and Fagin's Gang
17. The Robbery - Oliver, Dodger, Mr Brownlow and Ensemble.

### Secondo atto
1. Entr'acte - Orchestra
2. Oom-Pah-Pah - Nancy and Chorus
3. My Name - Bill Sikes
4. As Long as He Needs Me - Nancy
5. Where is Love? (Reprise) - Mrs. Bedwin
6. Who Will Buy? - Oliver, Sellers, and Chorus
7. It's a Fine Life (Reprise) - Bill Sikes, Nancy, Fagin, and The Artful Dodger
8. Reviewing the Situation - Fagin
9. Oliver! (reprise) - Mr. Bumble and Widow Corney
10. As Long As He Needs Me (Reprise) - Nancy
11. London Bridge/Chase/Death of Bill Sikes - Orchestra
12. Reviewing the Situation (Reprise) - Fagin
13. Finale (Food, Glorious Food, Consider Yourself, and I'd Do Anything) - Company

## Produzioni

### Produzione originale londinese
Oliver! aprì nel West End londinese il 30 giugno 1960 al New Theatre (oggi Noël Coward Theatre), dove replicò ininterrottamente per 2618 volte. La produzione originale era diretta da Peter Coe, coreografata da Malcolm Clare e con i costumi di Sean Kenny. Il cast originale comprendeva Ron Moody nel ruolo di Fagin, Georgia Brown in quello di Nancy e Barry Humphries nel piccolo ruolo comico del necroforo Mr. Sowerberry. L'originale Oliver, Keith Hamshere, lavora tuttora come fotografo ad Hollywood, mentre Martin Horsey, l'originale Dodger, è un regista e commediografo, noto soprattutto per la sua opera teatrale L'Chaim. Tra i bambini dell'orfanotrofio e i membri della banda di Fagin c'era anche Tony Robinson, mentre John Bluthal (noto per la serie televisiva The Vicar of Dibley) era il sostituto di Moody nel ruolo di Fagin. Il boxeur professionista Danny Sewell (fratello dell'attore televisivo George Sewell) era l'originale Bill Sikes e ricoprì questo ruolo per ben sei anni, a Londra, Broadway e nel tour degli Stati Uniti. Il principale avversario di Danny Sewell nelle audizioni per il ruolo di Sikes era Michael Caine, che ha raccontato di aver “pianto per una settimana” dopo non essere riuscito ad ottenere la parte.
La parte di Nancy era stata scritta apposta per Alma Cogan che, pur non riuscendo a ricoprire il ruolo a teatro, investì molto denaro nella varie produzioni del musical.

### Produzione originale di Broadway

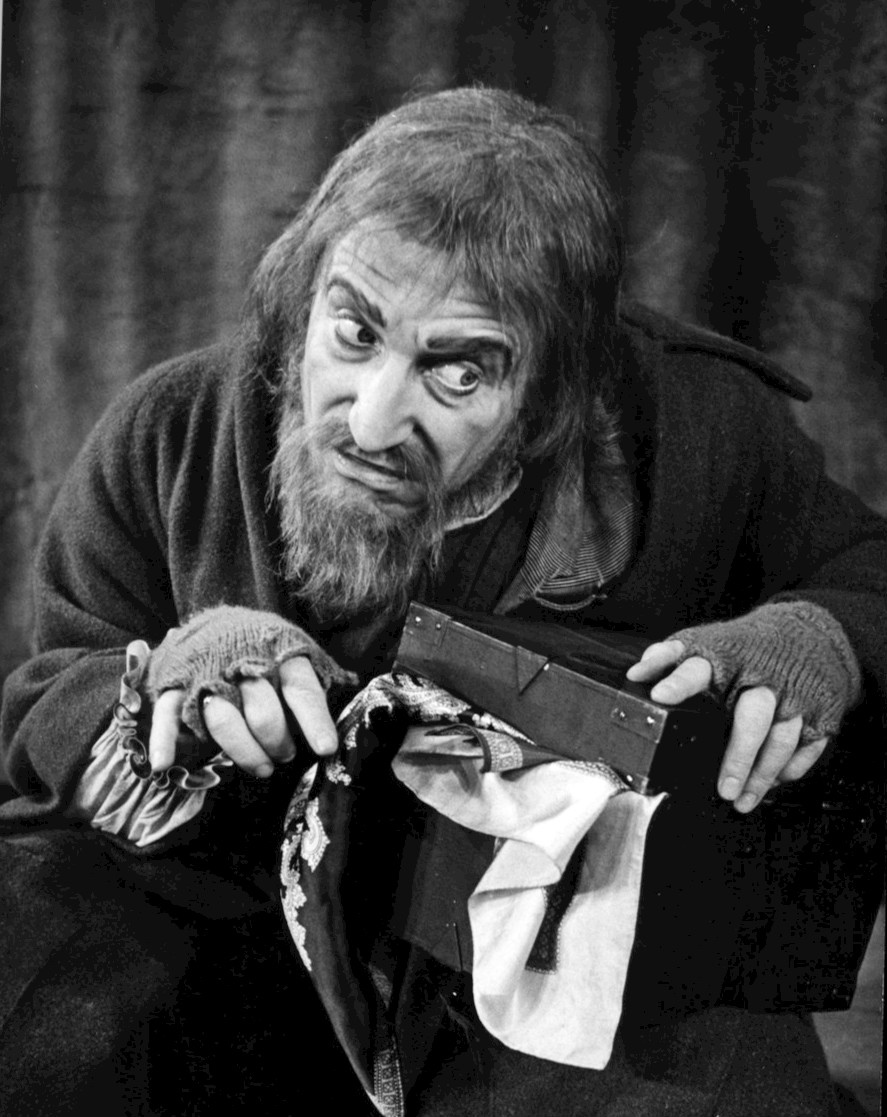
Clive Revill nel ruolo di Fagin a Broadway (1963)

Il musical debuttò negli Stati Uniti con un lungo tour per tutto il Paese nel 1962, il cui cast può essere ascoltato nella registrazione discografica effettuata. Il musical debuttò all'Imperial Theatre di Broadway il 6 gennaio 1963 e chiuse il 14 novembre 1964, dopo 774 repliche. Il cast comprendeva il piccolo Bruce Prochnik nel ruolo di Oliver, Georgia Brown (che riprendeva il ruolo già ricoperto a Londra), Clive Revill nella parte di Fagin. Michael Goodman aveva ricoperto il ruolo di Dodger nel tour, mentre Davy Jones fu l'attore che recitò questa parte a Broadway. La produzione originale di Broadway fu un successo di critica e pubblico e fu candidata a ben dieci Tony Awards, tra i quali miglior musical, miglior attore protagonista e non protagonista e migliore attrice protagonista. Vinse quelli per la miglior scenografia, miglior score originale e migliore direzione musicale.
Georgia Brown (Nancy), Davy Jones (Artful Dodger), Ronnie Kroll (Oliver), Joan Lombardo (Bet) e Robin Ramsay (Fagin) presentarono due numeri musicali da Oliver! ("I'd Do Anything" e "As Long as He Needs Me") al Ed Sullivan Show la sera del 9 febbraio 1964, nella stessa puntata in cui anche i Beatles fecero il loro debutto televisivo negli Stati Uniti.
Nel 1965 ci fu il primo revival del musical a Broadway, che replicò solo 64 volte al Martin Beck Theatre prima di chiudere. Il cast comprendeva: Robin Ramsay (Fagin), Victor Stiles (Oliver), Maura K. Wedge (Nancy), Joey Baio (Dodger), Dominic Chianese (Mr. Sowerberry), Alan Crofoot (Buble), Danny Sewell (Sikes), Bram Nossen (Mr. Brownlow) e il soprano Dodi Protero (Mrs. Bedwin).

### Revival londinese del 1977
Cameron Mackintosh produsse il primo revival londinese del musical del 1977. Il revival, debuttato al Albery Theatre (rinominato poi New Theatre ed infine Noel Coward Theatre) con Roy Hudd nel ruolo di Fagin, replicò per due anni. La produzione era identica a quella del 1960 ed usava le stesse scenografie e costumi, alcuni dei quali addirittura riciclati dalla prima produzione.

### Revival di Londra e Broadway del 1983
A Mackintosh fu richiesta una nuova produzione del musical per un periodo limitato, solo cinque settimane nel periodo natalizio all'Aldwych Theatre. Questo revival, diretto ancora da Peter Coe, aveva nel cast Ron Moody ancora del ruolo di Fagin, Jackie Marks (Nancy), Linal Haft (Sikes), Meg Johnson (vedova Corney), Peter Bayliss (Bumble) e Geoffrey Toone (Mr Brownlow). Oliver era interpretato da Anthony Pearson e Dodger da David Garlick. Il set originale di Sean Kenny fu nuovamente utilizzato. L'ultima produzione professionale ad utilizzare la scenografia originale fu quella del Queen's Theatre  (Hornchurch, Essex) nel 1986, con Victor Spinetti nel ruolo di Fagin.
Questo revival del 1983 chiuse a Londra e riaprì a Broadway nel 1984. Aprì al Mark Hellinger Theater il 29 aprile 1984 e chiuse il 13 maggio dello stesso anno. Il cast comprendeva Ron Moody nuovamente nel ruolo di Fagin, Patti LuPone in quello di Nancy e David Garlick nuovamente in quello di Dodger. Garlick è stato il più giovane attore inglese a recitare a Broadway dopo Davy Jones. Questa produzione utilizzava ancora la scenografie ed i costumi originale, oltre alla regia di Peter Coe.
LuPone, nelle sue memorie, ha scritto che questa produzione avrebbe dovuto replicare per più tempo e che il suo vero problema è stato quello di riutilizzare la scenografia e la regia originale.. La LuPone aveva chiesto alla produzione di far cambiare la chiave delle sue canzone, essendo quella originale troppo profonda per lei; tuttavia, il permesso di modificare la partitura originale non le fu accordato.
Nonostante la breve durata del revival, Moody fu nominato al Tony Award. Il musical era stato recensito molto positivamente da tutti i critici, eccetto Frank Rich del New York Times.

### Revival londinese del 1994
Cameron Mackintosh ha prodotto un altro revival londinese del musical che ha debuttato al London Palladium l'8 dicembre 1994. Questo p stato il primo revival del musical a cambiare così radicalmente gli elementi principali della produzione originale. Il regista era il giovane Sam Mendes, mentre Anthony Ward curava le scenografie, Matthew Bourne le coreografie, William David Brohn le orchestrazioni e Martin Koch la supervisione musicale. Il cast comprendeva Jonathan Pryce (inizialmente riluttante) nel ruolo di Fagin, Sally Dexter in quello di Nancy, Miles Anderson come Bill Sikes, James Villiers nella parte di Mr. Brownlow, James Saxon era Mr. Bumble, Jenny Galloway la vedova Corney, David Delve era Mr. Sowerberry e Julia Deakin Mrs. Sowerberry. Il ruolo di Oliver era ricoperto da numerosi bambini, tra i quali Gregory Bradley, James Daley, Ben Reynolds, Andrew James Michel, Jon Lee, Steven Webb, Justin Girdler, Steven Geller, Lee Honey-Jones, Brian O'Sullivan, James Bourne e Tom Fletcher; nel ruolo del Dritto si alternavano invece Adam Searles, Paul Bailey e Bronson Webb. Anche il ruolo di Bet aveva numerose interpreti, tra le quali Francesca Jackson, Danielle McCormack e Rosalind James. Il musical chiuse il 21 febbraio 1998. Nel ruolo di Fagin si susseguirono a Pryce alcuni celebri attori inglesi, tra i quali George Layton, Russ Abbot, Jim Dale e Robert Lindsay (che vinse Olivier Award per la sua interpretazione nel 1997). Bill Sikes fu interpretato anche da Steven Hartley e Joe McGann, mentre le nuove Nancy furono Sonia Swaby, Claire Moore e Ruthie Henshall.
Il musical fu un successo di critica e pubblico e riprende, almeno in parte, alcuni momenti della trasposizione cinematografica del film del 1968. Le nuove orchestrazioni e la nuova regia contribuirono al successo del musical, rendendolo meno melodrammatico e più adatto ad un pubblico più famigliare. Il revival aveva anche nuove musiche e nuovi versi scritti appositamente da Lionel Bart, oltre a nuovi dialoghi di Bart e Sam Mendes. I dialoghi erano un omaggio alle versioni cinematografiche del 1949 e del 1968, oltre che al romanzo stesso. Rispetto alla produzione originale si può notare l'aggiunta di un prologo grazie al quale il pubblico può assistere ai fatti accaduti durante e dopo il parto di Oliver e la morte della giovane madre. Nuovi accordi, orchestrazioni e sequenze danzate sono presenti in “Consider Yourself” e “Who Will Buy?”. Anche la posizione di alcune canzoni rispetto alla trama furono modificate (ad esempio "It's a Fine Life", "I'd Do Anything" e "You've Got to Pick a Pocket or Two"), mentre alcune scene furono ritoccate (tra le quali quella finale sul Ponte di Londra). Subito dopo "You've Got to Pick a Pocket or Two" è stata aggiunta una scena in cui Bill Sikes entra nella cucina del covo di Fagin e parla con l'ebreo circa i proventi di un suo crimine.

### Revival londinese del 2009
Una nuova produzione del musical molto simile a quella del revival del 1994 ha debuttato nel West End londinese il 14 gennaio 2008. Prodotto nuovamente da Cameron Mackintosh, il musical aveva la regia del regista shakespeariano Rupert Goold e le coreografie di Matthew Bourne (che curava anche la regia insieme a Goold). Anthony Ward curava sia i costumi che la scenografia, ed ha dato al pavimento del palco un aspetto da strada ciottolata. William David Brohn, invece, si occupava delle orchestrazioni, modificando gli arrangiamenti di alcuni pezzi originali del musical (soprattutto in Consider Yourself e Who Will Buy?) ed aggiungendo la musica per la chiamata alla ribalta. Il prologo fu rimosso e questa produzione del musical, così come quella originale, cominciava con la canzone degli orfani Food Glorious Food. Il musical ha debuttato al Drury Lane, ottenendo recensioni molto positive.
L'attore inglese Rowan Atkinson interpretava Fagin, ruolo già ricoperto da giovane in una compagnia amatoriale. Burn Gorman, al suo debutto nel West End, interpretava Bill Sikes. Jodie Prenger era Nancy, avendo vinto il talent show della BBC I'd Do Anything, finalizzato proprio a trovare l'interprete per il ruolo di Nancy nel nuovo revival. A lei si alternava per due repliche a settimana l'australiana Tamsin Carroll, mentre la sua sostituta era Sarah Lark, anche lei concorrente di I'd Do Anything. Nel cast figuravano anche alcuni attori della Royal Shakespeare Company, tra i quali Julian Glover nel ruolo del signor Brownlow, Julian Bleach nel dulice ruolo di Mr. Sowerberry e del Dr. Grimwig, Louise Gold nella parte di Mrs. Sowerberry e Ms. Bedwin, Julius D'Silva in quella di Mr. Bumble e il soprano Wendy Ferguson in quella della vedova Corney. Il revival fu nominato a tre Olivier Award nel 2010 Miglior Revival, Migliori Coreografie e Miglior Attore (Atkinson), ma non ne vinse nessuno.
Quando Atkinson lasciò la compagnia nell'aprile 2009, fu sostituito da Russ Abbot, che aveva già ricoperto il ruolo nel 1997, durante il revival precedente. Omid Djalili sostituì Abbot nel luglio dello stesso anno nel ruolo di Fagin, ricevendo critiche molto positive. Nel dicembre 2009 Griff Rhys Jones diventa il quarto Fagin del nuovo revival, sostituendo Djalili, mentre Steven Hartley sostituisce Groman nel ruolo di Bill Sikes. Hartley aveva già interpretato questo ruolo nel 1997 nella produzione al London Palladium. Nel marzo 2010 Kerry Ellis sostituisce la Prenger nel ruolo di Nancy, ottenendo ottime critiche. Nel frattempo, Bleach, D'Silva e la Ferguson erano stati rimpiazzati da, rispettivamente, Jason Morell, Christian Patterson e Claire Machin. Nel giugno 2010 Russ Abbot torna nel ruolo di Fagin, mentre Stephen Moore diventava il nuovo Mr. Brownlow. Ron Moody, l'originale Fagin, si unisce al resto nella serale del 14 luglio 2010, nelle celebrazioni del cinquantesimo anniversario del musical. In dicembre Griff Rhys Jones torna nel ruolo di Fagin.
La produzione ha chiuso l'8 gennaio 2011, per lasciare posto alla prima produzione londinese di Shrek the Musical.

## Incisioni discografiche
Il musical è stato inciso numerose volte. Si possono trovare incisioni con il cast londinese del 1960, 1963, 1994 e 2009. La registrazione del 2009, con Rowan Atkinson nel ruolo di Fagin, è stata fatta live al Drury Lane (teatro) con l'uso di 150 microfoni.
Ci sono state anche numerose incisioni in studio, tra le quali quella con Stanley Holloway e Alma Cogan, quella con Josephine Barstow e Julian Forsyth e, più recentemente, Julian Forsyth con Sally Ann Triplett (al posto della Barstow).

## Interpreti principali
La seguente tabella mostra i nomi degli attori e cantanti che hanno partecipato alle principali edizioni teatrali del musical.
| Produzioni    | Londra, 1960   | Broadway, 1963 | Film del 1968 | Londra, 1983    | Broadway, 1984  | Londra, 1994   | Londra, 2009   | Altri interpreti |
| ------------- | -------------- | -------------- | ------------- | --------------- | --------------- | -------------- | -------------- | --- |
| Fagin         | Ron Moody      | Clive Revill   | Ron Moody     | Ron Moody       | Ron Moody       | Jonathan Pryce | Rowan Atkinson | Orson Bean, Jack Carter, Jim Dale, Davis Gaines, David Garrison, Kevin Gray, Roy Hudd, Davy Jones, Edmund Lyndeck, Robert Lindsay, Jeff McCarthy, Sal Mistretta, Leonard Nimoy, Patrick Page, Hugh Panaro, Austin Pendleton, Vincent Price, Victor Spinetti, Brian Stokes Mitchell, Gary Wilmot |
| Nancy         | Georgia Brown  | Georgia Brown  | Shani Wallis  |                 | Patti LuPone    | Sally Dexter   | Jodie Prenger  | Samantha Barks, D'Jamin Bartlett, Marcia Mitzman Gaven, Ellen Greene, Kerry Ellis, Melissa Errico, Ruthie Henshall, Claire Moore, Karen Morrow, Donna Murphy, Christiane Noll, Geraldine Turner, Jessica Walter                                                                                 |
| Bill Sikes    | Danny Sewell   | Danny Sewell   | Oliver Reed   | Linal Haft      | Graeme Campbell | Miles Anderson | Burn Gorman    | Mark Jacoby, Jose Llana |
| Oliver        | Keith Hamshere | Bruce Prochnik | Mark Lester   | Anthony Pearson | Braden Danner   | James Daley    | Tom Rogers     | James Bourne, Marcus D'Amico, Tom Fletcher, Anthony Rapp, Christian Slater |
| Artful Dodger | Martin Horsey  | Davy Jones     | Jack Wild     | David Garlick   | David Garlick   | Adam Searles   | Ethan Williams | Ken Jennings, Robert Madge |

## Sequel
Il musical ha avuto un seguito, “Dodger!”, composto da Andrew Fletcher con libretto di David Lamber. Il musical è ambientato sette anni dopo la fine degli eventi narrati in “Oliver!”, ed ha come protagonista Dodger che, a causa di un furto, viene condannato ai lavori forzati in Australia. Qui, si innamora della bella Bet.

## Premi e nomination
1963 Tony Awards
- Miglior Musical (nominato)
- Miglior colonna sonora originale - Lionel Bart Vinto
- Migliori produttori di un Musical - David Merrick, Donald Albery (nominati)
- Miglior Regista - Peter Coe (nominato)
- Miglior Direttore d'orchestra - Donald Pippin Vinto
- Migliore scenografia - Sean Kenny Vinto
- Miglior attore in un musical - Clive Revill (nominato)
- Miglior attrice in un musical - Georgia Brown (nominato)
- Miglior attore non in un musical  - David Jones (nominato)

1984 Tony Awards
- Miglior attore in un musical  - Ron Moody (nominato)

1995 Laurence Olivier Awards
- Miglior revival di un musical (nominato)
- Miglior regista - Sam Mendes (nominato)
- Miglior attore in un musical - Jonathan Pryce (nominato)
- Miglior attrice in un musical - Sally Dexter (nominato)

1997 Laurence Olivier Awards
- Miglior attore in un musical - Robert Lindsay Vinto

2010 Laurence Olivier Awards
- Miglior revival di un musical (nominato)
- Miglior attore in un musical – Rowan Atkinson (nominato)
- Miglior coreografo - Matthew Bourne (nominato)

 2010 whatsonstage.com Awards
- Miglior revival di un musical Vinto
- Miglior attore in un musical – Rowan Atkinson Vinto
- Migliore attrice non protagonista - Jodie Prenger Vinto

2011 whatsonstage.com Awards
- Miglior attrice protagonista - Kerry Ellis (nominata)

## Adattamento cinematografico
Nel 1968 il musical ha avuto una transposizione cinematografica prodotta dallo stesso Bart: Oliver!, un film diretto da Carol Reed e sceneggiatura di Vernon Harris. Il film ha vinto 6 premi oscar (miglior film, migliore regia, migliore scenografia, miglior sonoro, miglior colonna sonora, Premio Oscar speciale per le migliori coreografie)
Il film era stato candidato ad altri 6 (miglior attore protagonista - Ron Moody, miglior attore non protagonista - Jack Wild, migliore fotografia, migliori costumi, migliore sceneggiatura non originale, miglior montaggio).
Ha vinto anche due Golden Globe: Miglior attore protagonista (Ron Moody) e miglior film musicale.